# Ajigasawa
Ajigasawa (鰺ヶ沢町, Ajigasawa-machi) est un bourg situé dans le district de Nishitsugaru (préfecture d'Aomori), au Japon.

## Géographie

### Situation

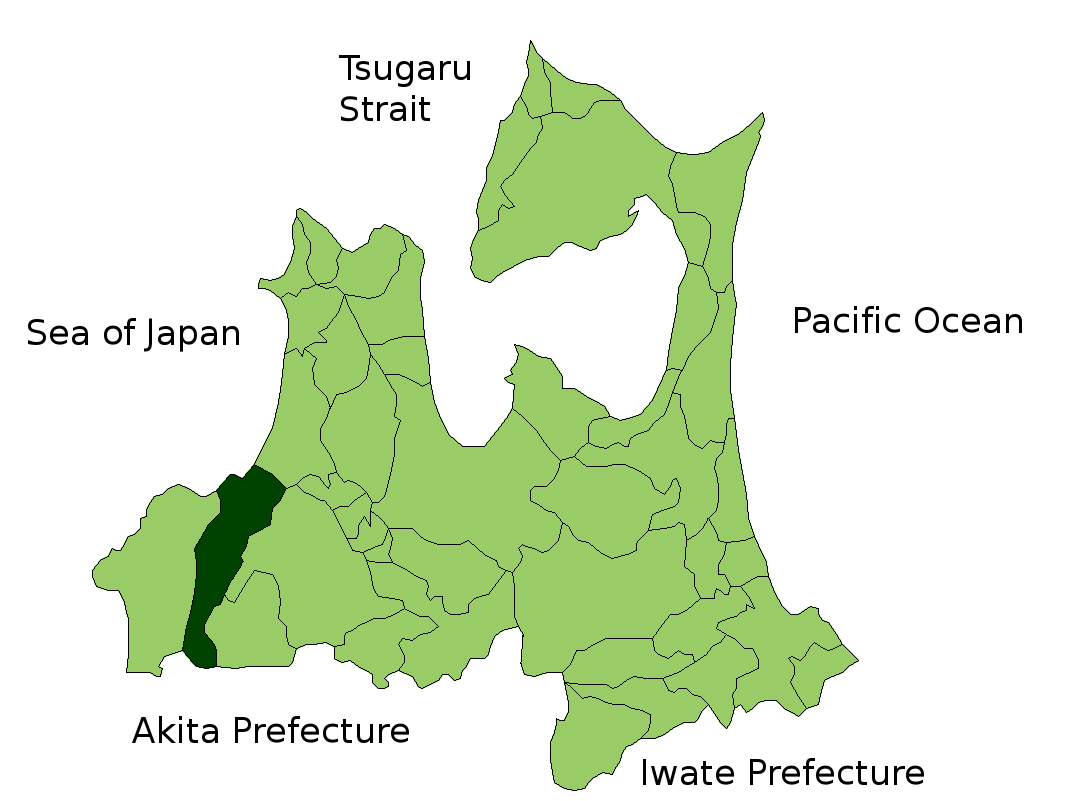
Carte de la préfecture d'Aomori avec le bourg d'Ajigasawa mis en évidence.

Le bourg d'Ajigasawa est situé dans la partie sud de la péninsule de Tsugaru, entre la mer du Japon à l'est et le mont Iwaki à l'ouest. Il a pour municipalités voisines le bourg de Fukaura à l'ouest, la ville de Tsugaru au nord, la ville de Hirosaki à l'est et le village de Nishimeya au sud-est. Bordant la préfecture d'Akita au sud, il y a pour municipalités limitrophes les bourgs de Happō et de Fujisato.

### Démographie
Ajigasawa comptait 11 182 habitants lors du recensement du 30 avril 2014.